# Lista de deputados estaduais da Bahia da 12.ª legislatura
,,,,Essa é uma lista de deputados estadual da Bahia eleitos para o período 1991-1995. Foram 63 eleitos.

## Composição das bancadas
| Partido | Líder            | Bancada | Posição  |
| ------- | ---------------- | ------- | -------- |
| PFL     | César Borges     | 21 / 63 | Governo  |
| PMDB    | Reinaldo Braga   | 16 / 63 | Oposição |
| PRN     | Osmar Torres     | 6 / 63  | Oposição |
| PSDB    | Mário Negromonte | 6 / 63  | Oposição |
| PL      | Otto Alencar     | 4 / 63  | Governo  |
| PT      | Nelson Pelegrino | 3 / 63  | Oposição |
| PSB     | Ubaldino Júnior  | 2 / 63  | Oposição |
| PDT     | Jânio Natal      | 2 / 63  | Oposição |
| PTB     | Zelinda Novaes   | 2 / 63  | Governo  |
| PCdoB   | Maria José Rocha | 1 / 63  | Oposição |

## Deputados estaduais
| Deputados (as)                                        | Deputados (as) | Partido | Partido                                          | Número | Votos  |
| ----------------------------------------------------- | -------------- | ------- | ------------------------------------------------ | ------ | ------ |
| Otto Alencar (Ruy Barbosa,BA)                         |                |         | Partido Liberal PL                               | 22918  | 35.496 |
| Robério Nunes (Macaúbas,BA)                           |                |         | Partido da Frente Liberal PFL                    | 25772  | 26.789 |
| Antônio Imbassahy (Salvador,BA)                       |                |         | Partido da Frente Liberal PFL                    | 25722  | 26.645 |
| Arthur Maia (Salvador,BA)                             |                |         | Partido do Movimento Democrático Brasileiro PMDB | 15490  | 25.038 |
| Osvaldo José de Souza (Itiruçu,BA)                    |                |         | Partido da Frente Liberal PFL                    | 25148  | 24.187 |
| José Alves Rocha (Coribe,BA)                          |                |         | Partido da Frente Liberal PFL                    | 25195  | 23.978 |
| Hildevaldo Alves Boa Sorte (Guanambí,BA)              |                |         | Partido do Movimento Democrático Brasileiro PMDB | 15568  | 23.668 |
| Margarida Oliveira (Salvador,BA)                      |                |         | Partido da Frente Liberal PFL                    | 25249  | 22.763 |
| Reinaldo Teixeira Braga (Xique-Xique, BA)             |                |         | Partido do Movimento Democrático Brasileiro PMDB | 15557  | 22.761 |
| Eliel da Silva Martins (Candeal, BA)                  |                |         | Partido da Frente Liberal PFL                    | 25310  | 21.202 |
| Eujácio Simões Filho (Itororó,BA)                     |                |         | Partido Liberal PL                               | 22875  | 20.986 |
| José Carlos Araújo (Salvador,BA)                      |                |         | Partido da Frente Liberal PFL                    | 25651  | 20.497 |
| Colbert Martins (Feira de Santana, BA)                |                |         | Partido do Movimento Democrático Brasileiro PMDB | 15710  | 20.136 |
| Maria José Rocha (Salvador,BA)                        |                |         | Partido Comunista do Brasil PCdoB                | 65245  | 19.802 |
| Murilo Leite (Aracajú, SE)                            |                |         | Partido do Movimento Democrático Brasileiro PMDB | 15641  | 19.465 |
| Zelinda Novaes (Iguaí, BA)                            |                |         | Partido Trabalhista Brasileiro PTB               | 14157  | 18.739 |
| Zé Ronaldo (Paripiranga,BA)                           |                |         | Partido da Frente Liberal PFL                    | 25211  | 18.264 |
| Raimundo Sobreira Filho (Várzea Alegre, CE)           |                |         | Partido do Movimento Democrático Brasileiro PMDB | 15471  | 18.150 |
| Paulo Magalhães (Salvador,BA)                         |                |         | Partido da Frente Liberal PFL                    | 25114  | 17.807 |
| Luiz Fernando Luz Braga (Salvador,BA)                 |                |         | Partido da Frente Liberal PFL                    | 25947  | 17.690 |
| César Borges (Salvador,BA)                            |                |         | Partido da Frente Liberal PFL                    | 25880  | 17.675 |
| Sérgio Carneiro (Feira de Santana, BA)                |                |         | Partido da Frente Liberal PFL                    | 25735  | 17.616 |
| Antônio Honorato de Castro Neto (Salvador,BA)         |                |         | Partido do Movimento Democrático Brasileiro PMDB | 15712  | 17.559 |
| Temóteo Alves de Brito (Maiquinique,BA)               |                |         | Partido da Reconstrução Nacional PRN             | 36125  | 17.446 |
| José Joaquim de Santana (Campo Formoso, BA)           |                |         | Partido da Frente Liberal PFL                    | 25487  | 17.427 |
| Gastão Otávio Lacerda Pedreira (Salvador,BA)          |                |         | Partido Democrático Trabalhista PDT              | 12127  | 16.923 |
| Luciano Simões (Salvador,BA)                          |                |         | Partido Liberal PL                               | 22828  | 16.767 |
| Pedro Alcântara de Souza (Campo Alegre de Lourdes,BA) |                |         | Partido do Movimento Democrático Brasileiro PMDB | 15599  | 16.754 |
| Horácio de Matos Neto (Piatã,BA)                      |                |         | Partido Liberal PL                               | 22902  | 16.682 |
| Roland Lavigne do Nascimento (Una,BA)                 |                |         | Partido do Movimento Democrático Brasileiro PMDB | 15144  | 15.994 |
| Emério Vital Pinto Resedá (Conceição do Coité,BA)     |                |         | Partido da Frente Liberal PFL                    | 25805  | 15.978 |
| Renato Maximiliano Gordilho Machado (Medina,MG)       |                |         | Partido do Movimento Democrático Brasileiro PMDB | 15820  | 15.787 |
| Joel de Souza Neiva (Conceição do Almeida,BA)         |                |         | Partido da Frente Liberal PFL                    | 25816  | 15.654 |
| Ariston Andrade (Monte Santo,BA)                      |                |         | Partido da Frente Liberal PFL                    | 25527  | 15.634 |
| Jailton Luiz Dourado França (Irecê,BA)                |                |         | Partido da Frente Liberal PFL                    | 25865  | 15.337 |
| Cristóvão Ferreira (Salvador,BA)                      |                |         | Partido do Movimento Democrático Brasileiro PMDB | 15623  | 15.272 |
| Ewerton Souza de Almeida (Ipiaú,BA)                   |                |         | Partido do Movimento Democrático Brasileiro PMDB | 15779  | 15.100 |
| José Calmito Fagundes Ledo (Igaporã,BA)               |                |         | Partido do Movimento Democrático Brasileiro PMDB | 15181  | 15.096 |
| Isaac Marambaia dos Santos (Gandu,BA)                 |                |         | Partido da Frente Liberal PFL                    | 25989  | 14.990 |
| Rubem Carneiro da Silva (Serrinha,BA)                 |                |         | Partido do Movimento Democrático Brasileiro PMDB | 15889  | 14.921 |
| Heraldo Eduardo Rocha (Itaperuna,RJ)                  |                |         | Partido da Frente Liberal PFL                    | 25732  | 14.629 |
| Sebastião Rodrigues Castro (Ribeira do Pombal,BA)     |                |         | Partido do Movimento Democrático Brasileiro PMDB | 15700  | 14.505 |
| Aloísio Figueiredo Andrade (Elísio Medrado,BA)        |                |         | Partido da Frente Liberal PFL                    | 25134  | 14.434 |
| José Galdino de Aragão Leite (Aracajú, SE)            |                |         | Partido do Movimento Democrático Brasileiro PMDB | 15374  | 14.007 |
| Coriolano Sales (Santa Teresinha, BA)                 |                |         | Partido Socialista Brasileiro PSB                | 40758  | 13.909 |
| Gildásio Albuquerque (Salvador,BA)                    |                |         | Partido da Frente Liberal PFL                    | 25246  | 13.369 |
| Paulo Maracajá (Salvador,BA)                          |                |         | Partido Trabalhista Brasileiro PTB               | 14745  | 13.289 |
| Mário Negromonte (Recife,PE)                          |                |         | Partido da Social Democracia Brasileira PSDB     | 45773  | 13.185 |
| Marcelo Nilo (Antas,BA)                               |                |         | Partido da Social Democracia Brasileira PSDB     | 45194  | 12.765 |
| Uldurico Pinto (Medeiros Neto, BA)                    |                |         | Partido Socialista Brasileiro PSB                | 40626  | 12.634 |
| Saulo Pedrosa (Barreiras, BA)                         |                |         | Partido da Social Democracia Brasileira PSDB     | 45508  | 12.440 |
| Carlos Alberto Pires Daltro (Jacobina, BA)            |                |         | Partido da Social Democracia Brasileira PSDB     | 45806  | 10.132 |
| Jânio Natal (Belmonte, BA)                            |                |         | Partido Democrático Trabalhista PDT              | 12895  | 9.786  |
| Álvaro Pinheiro dos Santos (Itanhaém, BA)             |                |         | Partido da Reconstrução Nacional PRN             | 36833  | 8.889  |
| Jonas Batista Alves (Salvador,BA)                     |                |         | Partido da Reconstrução Nacional PRN             | 36480  | 8.784  |
| Jayme de Souza Vieira Lima (Itabuna, BA)              |                |         | Partido da Reconstrução Nacional PRN             | 36494  | 8.496  |
| Edival Passos Souza (Boa Nova, BA)                    |                |         | Partido dos Trabalhadores PT                     | 13524  | 8.238  |
| Geraldo Simões de Oliveira (Itabuna, BA)              |                |         | Partido dos Trabalhadores PT                     | 13300  | 8.151  |
| Raimundo Pimenta (Salvador,BA)                        |                |         | Partido da Social Democracia Brasileira PSDB     | 45556  | 7.789  |
| Rui Ribeiro Rosal (Remanso, BA)                       |                |         | Partido da Social Democracia Brasileira PSDB     | 45341  | 7.783  |
| Marcelo de Oliveira Guimarães (Salvador,BA)           |                |         | Partido da Reconstrução Nacional PRN             | 36728  | 7.152  |
| Nelson Pelegrino (Salvador,BA)                        |                |         | Partido dos Trabalhadores PT                     | 13766  | 6.838  |
| Osmar Rodrigues Torres (Campo Grande,MS)              |                |         | Partido da Reconstrução Nacional PRN             | 36206  | 6.824  |